# Българска земска войска
Вижте пояснителната страница за други значения на Българска земска войска.
Българска земска войска (на руски: Болгарское земское войско) е наименование на военни формирования от българи във въоръжените сили на Руската империя, главно от български доброволци, с командири първо за кратко генерал Павел Турчанинов и после капитан Дмитрий Ватикиоти:
- В състав на бригада (ок. 3000 души) с участие в периода 1810 – 1812 в руско-турската война (1806 – 1812);
- В състав на батальон (ок. 400 души) с участие във френско-руската война (1812).

## БЗВ в Руско-турската война (1810 – 1812)

### Самостоятелни отряди (1810 – 1811)
Въоръжените сили от българи в помощ на руската армия в Руско-турската война започват да се създават през 1810 г. Образувани са 4 самостоятелни доброволчески отряда при руската армия със съдействието на Софроний Врачански и неговите привърженици след призивите му към българите и към Русия и за освобождение на България с въстание в страната, комбинирано с руска намеса. Отличават се водачите Никола Вукич, Тодор Даскалов, Павел и Димитър Македонски. От вътрешността на България свещеници и учители изпращат сведения за броя и местоположението на турските войски. Отличават се свещеникът Пантелеймон от Свищов, габровският търговец Васил Андреев, врачанският чорбаджия Димитър Хаджитошев и др.
Голям е броят на хайдутите, присъединили водените от тях чети към русите в тази война против турците. Известен е Златьо Кокарчоолу от Сливен, паднал в тежък отчаян бой с турци в 1810 г. край Сливен, след като заклал 35 души около себе си, докато най-сетне се подпалил барутът в чантата му и така бил разкъсан от взрива. Известен е и Коньо от Драгуданово „брадатият войвода“, прекарал в Балкана от 1810 чак до 1825 г., макар и да имал повече от 100 сражения с турците, изгубил само 2 души, починал мирно в Букурещ.
Русите превземат Силистра, Никопол, Русе, и се придвижват на юг, разездите им достигат района на Предбалкана. Това довежда до надигане на българите в редица области. В направлението Габрово – Шипка – Казанлък са съсредоточени няколко хиляди въстаници, готови „да последват примера на сърбите“. През есента на 1810 г. голяма турска войска е спряна в Шипченския проход от въстаническия отряд. Високата порта полага големи усилия, за да се справи с въоръжените отряди в Разградско, Русенско, Беленско, Варненско и другаде.

### Руско формирование (1811 – 1812)
Руското командване създава военни формирования от гърци и от българи, които наброяват по няколко хиляди души от всяка народност.
През май 1811 г. от Антон Яковлевич Коронелли, по нареждане на новоназначения командващ Молдовската армия руски генерал Михаил Кутузов, е сформирано единно бойно формирование от 6 батальона със свое знаме и печат. В неговия състав влизат българи от Влашко, Молдова и Украйна, както и бежанци, преминали Дунав по време на самата война.
Първоначално е под командването на генерал Павел Турчанинов, а на 10 юни същата година за пряк негов командир е назначен щабс-ротмистър (капитан) Дмитрий Павлович Ватикиоти от болградското българско село Табака. За командири на подразделения са назначени българите Сава Бинбаши, Хаджи Христо, Георги Мамарчев и др. В сформираната Гръцка земска войска, командвана от гърка Николаос Пангалос, също има много българи.
Личният състав на Българската земска войска наброява над 3000 души. Допълнително руското командване разчита на още около 12 000 въоръжени българи в направлението към Търново за разузнаване, пътеуказване, снабдяване, диверсии срещу противника и спомагателни акции или общо в подразделението и извън него на 15 000 души под оръжие
Задачите ѝ първоначално са охрана на крепостите и населените места, защита на българските преселници и разузнавателни операции в тила на противника.
Българската земска войска в 1811 г. дава съществен принос, като спасява цялото артилерийско въоръжение на армията, за което лично Кутузов пише: „Находившейся тогда в Кузуг всей Армии Артелерийский парк с помощью российской и вооруженной им болгарской команды защитил от неприятельского нападения, который два раза покушался зажечь оный ночью“.
Особено се отличават българите от формированието заедно с чети в победните сражения при Русе, Тутракан и Силистра, с. Батин и др. Храбростта и заслугите им в щурма на Силистра силно впечатляват ген. Кутузов. След това охраната на града е поверена на 400 бойци от него. Българското опълчение широко се ползва за борба с турските разбойници и башибозук, безчинстващи около Букурещ и в дълбочина по пътя от Силистра до Шумен.
След подписването на Букурещкия мирен договор на 29 май 1812 г. формированието е разпуснато.

## БЗВ във Френско-руската война (1812)
Само месец по-късно започва Френско-руската война. Българската земска войска отново е свикана и от края на август същата година е в състава на Софийски полк със същия командир, но с ограничена численост от малко над 400 щика.
При нашествието на войските на Наполеон в Русия Софийски полк е в армията, командвана от ген. Кутузов. Българите се отличават в битката при Бородино на 7 септември 1812 г. По-късно, водени от командира си Дмитър Павлович, действат в тила на предните френски войски, участват в многобройни схватки с тях, взаимодействат с отряда на знаменитите партизани на Денис Давидов, участват в бойните действия в Германия и Франция и на 19 март Софийски полк с другите войски влиза победоносно в Париж. След края на войната формированието е демобилизирано.

## След разпускането на БЗВ
След войната повечето участници в Българската земска войска се установяват в Южна Бесарабия. Те се опитват да получат статут на военни заселници, подобно на донските казаци, но руското правителство отхвърля искането им.
Много участници във войската се включват в бунтовническите групи на гръцката освободителна организация „Филики етерия“ във Влашко и Молдова. Някои участват в следващата Руско-турска война в чети, отряди (например на кап. Мамарчев) и следващото българско опълчение в нея, известно като Български доброволчески корпус на полк. Иван Липранди.